# Nikola Pilić
Nikola Pilić, dit Niki Pilić, né le 27 août 1939 à Split, est un joueur de tennis professionnel yougoslave (de nationalité croate). Il est ensuite devenu entraîneur.

## Carrière
Pilić a reçu du quotidien sportif croate Sportske novosti le prix du sportif croate de l'année (Sportaš godine Sportskih novosti) en 1962 avec Boro Jovanović, puis en 1964 et 1967.
Il a remporté un tournoi du Grand Chelem en double, l'US Open en 1970. En 1973, la fédération yougoslave demande son exclusion du tournoi de Wimbledon, en raison de sa non participation à la Coupe Davis. En raison de cette exclusion, plus de 80 joueurs de l'ATP décidèrent de boycotter le tournoi,.
Il a gagné la Coupe Davis avec trois nations différentes : en tant que capitaine de l'Allemagne en 1988, 1989 et 1993 et de la Croatie en 2005, puis en tant que consultant au sein de l'équipe de Serbie en 2010.

## Parcours dans les tournois duGrand Chelem

### En simple
| Année | Open d'Australie | Open d'Australie | Internationaux de France | Internationaux de France | Wimbledon       | Wimbledon      | US Open         | US Open     | Open d'Australie | Open d'Australie |
| ----- | ---------------- | ---------------- | ------------------------ | ------------------------ | --------------- | -------------- | --------------- | ----------- | ---------------- | ---------------- |
| 1960  | —                | —                | —                        | —                        | 2e tour (1/32)  | M. Otway       | —               | —           | n.o.             | n.o.             |
| 1961  | —                | —                | 1/8 de finale            | N. Pietrangeli           | 3e tour (1/16)  | I. Pimentel    | —               | —           | n.o.             | n.o.             |
| 1962  | 2e tour (1/16)   | O. Davidson      | 2e tour (1/32)           | N. Fraser                | 2e tour (1/32)  | N. Pietrangeli | 1er tour (1/64) | G. Forbes   | n.o.             | n.o.             |
| 1963  | —                | —                | 3e tour (1/16)           | A. Lane                  | 1er tour (1/64) | P. Darmon      | —               | —           | n.o.             | n.o.             |
| 1964  | —                | —                | 1/8 de finale            | R. Emerson               | 2e tour (1/32)  | R. Emerson     | —               | —           | n.o.             | n.o.             |
| 1965  | —                | —                | 3e tour (1/16)           | T. Leius                 | —               | —              | 1er tour (1/64) | F. Tutvin   | n.o.             | n.o.             |
| 1966  | —                | —                | —                        | —                        | 1er tour (1/64) | O. Davidson    | —               | —           | n.o.             | n.o.             |
| 1967  | —                | —                | 1/2 finale               | T. Roche                 | 1/2 finale      | J. Newcombe    | 3e tour (1/16)  | B. Bowrey   | n.o.             | n.o.             |
| 1968  | —                | —                | —                        | —                        | 1er tour (1/64) | H. Fitzgibbon  | 1/8 de finale   | D. Ralston  | n.o.             | n.o.             |
| 1969  | —                | —                | 2e tour (1/32)           | A. Stone                 | 1er tour (1/64) | J. Newcombe    | 3e tour (1/16)  | K. Rosewall | n.o.             | n.o.             |
| 1970  | 1/8 de finale    | R. Ruffels       | —                        | —                        | 2e tour (1/32)  | A. Ashe        | 1/8 de finale   | K. Rosewall | n.o.             | n.o.             |
| 1971  | 2e tour (1/16)   | B. Giltinan      | 1er tour (1/64)          | F. McMillan              | 3e tour (1/16)  | T. Okker       | 1/8 de finale   | M. Riessen  | n.o.             | n.o.             |
| 1972  | —                | —                | —                        | —                        | —               | —              | 3e tour (1/16)  | T. Gorman   | n.o.             | n.o.             |
| 1973  | —                | —                | Finale                   | I. Năstase               | —               | —              | 1/4 de finale   | J. Kodeš    | n.o.             | n.o.             |
| 1974  | —                | —                | —                        | —                        | 3e tour (1/16)  | J. Newcombe    | —               | —           | n.o.             | n.o.             |
| 1975  | —                | —                | 3e tour (1/16)           | E. Dibbs                 | 1er tour (1/64) | T. Okker       | —               | —           | n.o.             | n.o.             |
| 1976  | —                | —                | 2e tour (1/32)           | U. Pinner                | 1/8 de finale   | R. Tanner      | —               | —           | n.o.             | n.o.             |
| 1977  | —                | —                | 1er tour (1/64)          | P. Dent                  | 3e tour (1/16)  | B. Borg        | —               | —           | —                | —                |
| 1978  | n.o.             | n.o.             | 2e tour (1/32)           | J. Kodeš                 | —               | —              | —               | —           | —                | —                |

N.B. : à droite du résultat se trouve le nom de l'ultime adversaire.

### En double
Parcours en double à partir de 1968.
| Année | Open d'Australie       | Open d'Australie  | Internationaux de France  | Internationaux de France | Wimbledon                 | Wimbledon             | US Open                   | US Open                 | Open d'Australie | Open d'Australie |
| ----- | ---------------------- | ----------------- | ------------------------- | ------------------------ | ------------------------- | --------------------- | ------------------------- | ----------------------- | ---------------- | ---------------- |
| 1968  | —                      | —                 | —                         | —                        | 2e tour (1/16) P. Barthes | A. Ashe C. Pasarell   | 1/8 de finale P. Barthes  | A. Ashe A. Gimeno       | n.o.             | n.o.             |
| 1969  | —                      | —                 | 1/8 de finale P. Barthes  | B. Hewitt F. McMillan    | 2e tour (1/16) P. Barthes | B. Bowrey R. Ruffels  | 2e tour (1/16) P. Barthes | K. Rosewall F. Stolle   | n.o.             | n.o.             |
| 1970  | 1/4 de finale Newcombe | Alexander P. Dent | —                         | —                        | 1/8 de finale P. Barthes  | K. Rosewall F. Stolle | Victoire P. Barthes       | R. Emerson R. Laver     | n.o.             | n.o.             |
| 1971  | —                      | —                 | —                         | —                        | 1/8 de finale C. Drysdale | B. Bowrey O. Davidson | 2e tour (1/16) T. Leonard | Newcombe R. Taylor      | n.o.             | n.o.             |
| 1972  | —                      | —                 | —                         | —                        | —                         | —                     | 1er tour (1/32) A. Stone  | I. El Shafei B. Fairlie | n.o.             | n.o.             |
| 1973  | —                      | —                 | 1er tour (1/32) D. Stone  | M. Estep K. Warwick      | —                         | —                     | 1/8 de finale A. Stone    | T. Gorman R. Ramírez    | n.o.             | n.o.             |
| 1974  | —                      | —                 | —                         | —                        | —                         | —                     | —                         | —                       | n.o.             | n.o.             |
| 1975  | —                      | —                 | 1er tour (1/32) D. Crealy | W. Fibak B. Taróczy      | 1/2 finale D. Crealy      | Dowdeswell A. Stone   | —                         | —                       | n.o.             | n.o.             |
| 1976  | —                      | —                 | 1/8 de finale Franulović  | Dominguez F. Jauffret    | 1/4 de finale S. Ball     | R. Lutz S. Smith      | —                         | —                       | n.o.             | n.o.             |
| 1977  | —                      | —                 | 1/8 de finale Franulović  | B. Gottfried R. Ramírez  | —                         | —                     | —                         | —                       | —                | —                |

N.B. : le nom du ou de la partenaire se trouve sous le résultat ; le nom des ultimes adversaires se trouve à droite.